# Football League One 2012-13
La Football League One 2012/13 (que por razones de patrocinio es llamada en el Reino Unido nPower Football League 1) es la novena edición del certamen, desde su creación en 2004.
Un total de 24 equipos participan en la competición, incluyendo 17 equipos de la temporada anterior, 4 que asciendan de la Football League Two y 3 que desciendan de la Football League Championship 2011/12. 

## Ascensos y descensos
| Pos | Ascendidos a Football League Championship |
| --- | ----------------------------------------- |
| 1º  | Charlton Athletic                         |
| 2º  | Sheffield Wednesday                       |
| 4º  | Huddersfield Town (Ganador play-off)      |

| Pos | Descendidos a League One |
| --- | ------------------------ |
| 22º | Portsmouth               |
| 23º | Coventry City            |
| 24º | Doncaster Rovers         |

| Pos | Ascendidos a League One            |
| --- | ---------------------------------- |
| 1º  | Swindon Town                       |
| 2º  | Shrewsbury Town                    |
| 3º  | Crawley Town                       |
| 7º  | Crewe Alexandra (Ganador play-off) |

| Pos | Descendidos a League Two |
| --- | ------------------------ |
| 21º | Wycombe Wanderers        |
| 22º | Chesterfield             |
| 23º | Exeter City              |
| 24º | Rochdale                 |

## Equipos participantes
Equipos participantes de la League One 2012/13:
| Equipo             | Ciudad             | Estadio                      | Capacidad |
| ------------------ | ------------------ | ---------------------------- | --------- |
| Bournemouth        | Bournemouth        | Dean Court                   | 10,700    |
| Brentford          | Brentford, Londres | Griffin Park                 | 12,763    |
| Bury               | Bury               | Gigg Lane                    | 11,840    |
| Carlisle United    | Carlisle           | Brunton Park                 | 16,981    |
| Colchester United  | Colchester         | Colchester Community Stadium | 10,064    |
| Coventry City      | Coventry           | Ricoh Arena                  | 32,609    |
| Crawley Town       | Crawley            | Broadfield Stadium           | 5,996     |
| Crewe Alexandra    | Crewe              | Alexandra Stadium            | 10,153    |
| Doncaster Rovers   | Doncaster          | Keepmoat Stadium             | 15,231    |
| Hartlepool United  | Hartlepool         | Victoria Park                | 8,240     |
| Leyton Orient      | Leyton, Londres    | Brisbane Road                | 9,271     |
| Milton Keynes Dons | Milton Keynes      | Stadium:mk                   | 22,000    |
| Notts County       | Nottingham         | Meadow Lane                  | 21,388    |
| Oldham Athletic    | Oldham             | Boundary Park                | 10,638    |
| Portsmouth         | Portsmouth         | Fratton Park                 | 20,224    |
| Preston North End  | Preston            | Deepdale                     | 23,408    |
| Scunthorpe United  | Scunthorpe         | Glanford Park                | 9,088     |
| Sheffield United   | Sheffield          | Bramall Lane                 | 32,702    |
| Shrewsbury Town    | Shrewsbury         | Greenhous Meadow             | 9,875     |
| Stevenage          | Stevenage          | Broadhall Way                | 6,722     |
| Swindon Town       | Swindon            | County Ground                | 15,728    |
| Tranmere Rovers    | Birkenhead         | Prenton Park                 | 16,789    |
| Walsall            | Walsall            | Bescot Stadium               | 11,300    |
| Yeovil Town        | Yeovil             | Huish Park                   | 9,565     |

## Clasificación
| | 1.  | Doncaster Rovers (C) (A) | 46 | 25 | 9  | 12 | 62 | 44 | +18 | 84    |
| | 2.  | AFC Bournemouth (A)      | 46 | 24 | 11 | 11 | 76 | 53 | +23 | 83    |
| | 3.  | Brentford                | 46 | 21 | 9  | 9  | 62 | 47 | +15 | 79    |
| | 4.  | Yeovil Town              | 46 | 23 | 15 | 15 | 71 | 56 | +15 | 77    |
| | 5.  | Sheffield United         | 46 | 19 | 9  | 9  | 56 | 42 | +14 | 75    |
| | 6.  | Swindon Town (A)         | 46 | 20 | 12 | 12 | 72 | 39 | +33 | 74    |
| | 7.  | Leyton Orient            | 46 | 21 | 17 | 17 | 55 | 48 | +7  | 71    |
| | 8.  | Milton Keynes Dons       | 46 | 19 | 14 | 14 | 62 | 45 | +17 | 70    |
| | 9.  | Walsall                  | 46 | 17 | 12 | 12 | 65 | 58 | +7  | 68    |
| | 10. | Crawley Town             | 46 | 18 | 14 | 14 | 59 | 58 | +1  | 68    |
| | 11. | Tranmere Rovers          | 46 | 19 | 17 | 17 | 58 | 48 | +10 | 67    |
| | 12. | Notts County             | 46 | 16 | 13 | 13 | 61 | 49 | +12 | 65    |
| | 13. | Crewe Alexandra          | 46 | 18 | 18 | 18 | 54 | 62 | -8  | 64    |
| | 14. | Preston North End        | 46 | 14 | 15 | 15 | 54 | 49 | +5  | 59    |
| | 15. | Coventry City            | 46 | 18 | 17 | 17 | 66 | 59 | +7  | 55(1) |
| | 16. | Shrewsbury Town          | 46 | 13 | 17 | 17 | 54 | 60 | -6  | 55    |
| | 17. | Carlisle United          | 46 | 14 | 19 | 19 | 56 | 77 | -21 | 55    |
| | 18. | Stevenage                | 46 | 15 | 22 | 22 | 47 | 64 | -17 | 54    |
| | 19. | Oldham Athletic          | 46 | 14 | 23 | 23 | 46 | 59 | -13 | 51    |
| | 20. | Colchester United        | 46 | 14 | 23 | 23 | 47 | 68 | -21 | 51    |
| | 21. | Scunthorpe United (D)    | 46 | 13 | 24 | 24 | 49 | 73 | -24 | 48    |
| | 22. | Bury (D)                 | 46 | 9  | 23 | 23 | 45 | 73 | -28 | 41    |
| | 23. | Hartlepool United (D)    | 46 | 9  | 23 | 23 | 39 | 67 | -28 | 41    |
| | 24. | Portsmouth (D)           | 46 | 10 | 24 | 24 | 51 | 69 | -18 | 32(2) |
| (1) El 28 de marzo se le redujeron 10 puntos a Coventry City por administración (2) El 20 de abril se le redujeron 10 puntos a Portsmouth por administración. |     |                          |    |    |    |    |    |    |     |       |

|  | Ascendieron a la EFL Championship.        |
|  | Clasificaron para el play-off de ascenso. |
|  | Descendieron a la EFL League Two.         |

### Play-Offs por el tercer ascenso a la Premier League
|  | Semifinales                    | Semifinales | Semifinales               |   |           | Final | Final |  |
|  |                                |             |                           |   |           |       |       |  |
|  |                                |             |                           |   |           |       |       |  |
|  | Brentford                      | 1           | 3(5)                      |   |           |       |       |  |
|  | Brentford                      | 1           | 3(5)                      |   |           |       |       |  |
|  | Swindon Town                   | 0           | 3(4)                      |   |           |       |       |  |
|  | Swindon Town                   | 0           | 3(4)                      |   | Brentford | 1     |       |  |
|  |                                |             |                           |   | Brentford | 1     |       |  |
|  |                                |             | Yeovil Town Football Club | 2 |           |       |       |  |
|  | Yeovil Town Football Club      | 0           | Yeovil Town Football Club | 2 | 2         |       |       |  |
|  | Yeovil Town Football Club      | 0           |                           |   | 2         |       |       |  |
|  | Sheffield United Football Club | 1           | 0                         |   |           |       |       |  |
|  | Sheffield United Football Club | 1           | 0                         |   |           |       |       |  |
|  |                                |             |                           |   |           |       |       |  |

### Goleadores[3]
| Jugador           | Equipo           | Goles |
| ----------------- | ---------------- | ----- |
| Paddy Madden      | Yeovil Town      | 23    |
| Leon Clarke       | Coventry City    | 19    |
| Will Grigg        | Walsall          | 19    |
| Brett Pitman      | Bournemouth      | 19    |
| Clayton Donaldson | Brentford        | 18    |
| Kevin Lisbie      | Leyton Orient    | 16    |
| David McGoldrick  | Coventry City    | 16    |
| James Hayter      | Yeovil Town      | 14    |
| Jose Baxter       | Oldham Athletic  | 13    |
| James Collins     | Swindon Town     | 13    |
| Lewis Grabban     | Bournemouth      | 13    |
| Billy Paynter     | Doncester Rovers | 13    |